# STX France
 (27 juillet 2017).
Motif : Le résumé introductif est très mauvais.
STX France (précédemment Alstom Marine, jusqu'en mars 2006, puis Aker Yards) était une société de construction navale de la branche française de STX Europe, filiale du groupe sud-coréen STX Offshore & Shipbuilding.
La société regroupait les chantiers de Leroux Naval à Lorient qui ont été vendus en octobre 2016, et les Chantiers de l'Atlantique à Saint-Nazaire qui appartiennent désormais à plus de 84% à l'État français.
Le 18 juillet 2018, STX France devient les Chantiers de l'Atlantique. Les chantiers Leroux Naval de Lorient, alors STX Lorient, sont rachetés par Kership, coentreprise entre Piriou et Naval Group.

## Historique
Le groupe industriel français Alstom et les Chantiers de l'Atlantique de Saint-Nazaire fusionnent en octobre 1976 pour devenir Alstom-Atlantique. Le groupe Alsthom qui devient Alstom en 1998 constitue la division Alstom marine autour des Chantiers de l'Atlantique et d'Alstom Leroux Naval, chantier naval situé à Lorient.
Le plus gros yacht construit par Alstom Marine est le Kogo (72 mètres de long — mis à l'eau en 2006) et le plus gros navire de croisière est l'Harmony of the Seas (362 mètres de long - mis à l'eau en mai 2016).
La branche est vendue en 2006 aux chantiers navals norvégiens Aker Yards. En 2008, Aker Yards est racheté par le coréen STX Offshore & Shipbuilding devenant STX Europe, et en 2010 les 16 % de parts qu'Alstom détient encore sont cédées à STX Europe.
En  mai 2013, le groupe STX annonce envisager la cession de ses chantiers, dont STX France, dans le cadre d'un plan de désendettement qui le conduirait à se retirer de sa participation en France, en Finlande et en Chine.
Le 13 mars 2014, le Sud-Coréen STX annonce vendre les chantiers STX Europe (donc Saint-Nazaire, Lorient et Turku) au mois de juin 2014.
En 2016 la compagnie de croisière MSC annonce la commande de 4 navires à STX France, pour une somme totale de 4 milliards d'euros.
En mai 2016, la maison-mère STX Offshore and Shipbuilding est placée en redressement judiciaire, et STX France est officiellement mis en vente le 19 octobre par la justice sud-coréenne qui lance un appel d'offres international devant se clore début janvier 2017.
Les chantiers de Lorient sont vendus en septembre 2016 à Kership (filiale de Piriou et de DCNS).
Le ministère de l'industrie français essaie de constituer un tour de table français pour racheter la société STX France sans succès et se tourne vers l'italien Fincantieri, leader mondial de la construction navale civile et militaire. Un accord est alors conclu en 2016 avec Fincantieri pour la reprise des 66 % du capital de STX France, participation détenue par le conglomérat sud-coréen STX Offshore.
Le 3 janvier 2017, le tribunal de commerce du district central de Séoul désigne le groupe italien Fincantieri, leader mondial du secteur, pour reprendre les chantiers français, qui appartenaient jusqu’à présent au conglomérat sud-coréen STX. Il est à noter que pour les Européens, le leadership dans le secteur de la construction de paquebot doit être maintenu pour des raisons stratégiques et l'État, actionnaire, est peu enclin à céder à la Chine un pan de cette économie européenne - Fincantieri ayant créé une filiale en Chine avec China State Shipbuilding.
Après son élection à la présidence de la République, Emmanuel Macron remet cependant en cause l'accord signé par son prédécesseur. Cela conduit, en juillet 2017, le gouvernement français à annoncer une nationalisation temporaire de STX France afin de « défendre les intérêts stratégiques de la France » après l'échec des discussions avec le groupe italien Fincantieri,.
Le 27 septembre 2017, un compromis est finalement trouvé entre la France et l'Italie, Fincantieri devient propriétaire de 50 % des parts détenus par STX Europe, + 1 % "prêté" par l’État Français sur une durée de 12 ans. Naval Group entre au capital avec l'objectif d'entamer les négociations pour une alliance avec Fincantieri.
Le 18 juillet 2018, la nationalisation par le gouvernement français prend effet. Naval Group, la COFIPME (entreprises locales) et les salariés entrent au capital. STX France devient les Chantiers de l'Atlantique.

## Activité
STX Europe est présent en France à travers STX France composé de :
- Chantiers de l'Atlantique à Saint-Nazaire ;
- STX France Solutions, études techniques, (Saint-Nazaire) ;
- STX France Cabins, cabines et modulaires, (Saint-Nazaire) ;
- STX France LNG Technology, ingénierie, (Saint-Nazaire) ;
- STX Services (maintenance de navires), (Toulon).